# Михайло Палеолог
Михайло Палеолог (д/н — 1156) — військовий діяч Візантійської імперії.

## Життєпис
Походив зі знатного роду Палеологів. Третій син військовика Георгія Палеолога і Анни Дукені. Про молоді відомо замало. Напевне брав участь у військових походах імператора Іоанна II. Отримав титул себаста. 1147 року в Софії Михайло Палеолог зустрічав Конрада III, короля Німеччини, який був одним з очільників Другого хрестового походу.
1150 року в Анконі розпочав перемовини з Робертом III Бассунвілою, графом Конверсано і Лорітелло, щодо спільних дій проти сицилійського короля Вільгельма I Злого. Таємно до цього союзу приєднався папа римський Адріан IV.
Навесні 1156 року Михайло Палеолог спільно з Іоанном Дукою Каматером висадився в Південній Італії. Протягом нетривалого часу захопив міста Барі, Трані, В'єсте, Джовінаццо, Руво-ді-Пулья. Палеолог оголосив про відновлення феми Лонгобардія. Потім візантійці завдали поразки графу Роберту ді Андрія, слідом за цим зайняли місто Андрія. За цим у битві при Боско Палеолог переміг сицилійців. За цим захопив міста Монтепелосо і Гравіна-ін-Пулья, а також 50 сіл. Під час штурму міста Монополі Палеолог зазнав поранення стрілою, внаслідок чого він невдовзі помер в Барі.